# 金箔
金箔（きんぱく）は、金を微量の銀や銅とともに金槌で叩いてごく薄く延ばし、箔状態にしたもの。紀元前1200年頃に古代エジプトで製造が始まったと考えられている。 
現在は真鍮からなる「洋金箔」も普及している。本来の意味での金箔は「純金箔」として区別されていたが、純金の表示が純金のみで製造されていると誤解を受けるため、金のみで作られたものを「純金箔」、銀および銅を合金しているものを「(本)金箔」とあらわしている。
以下、特に断りがない限り、本金箔について述べる。

## 用途

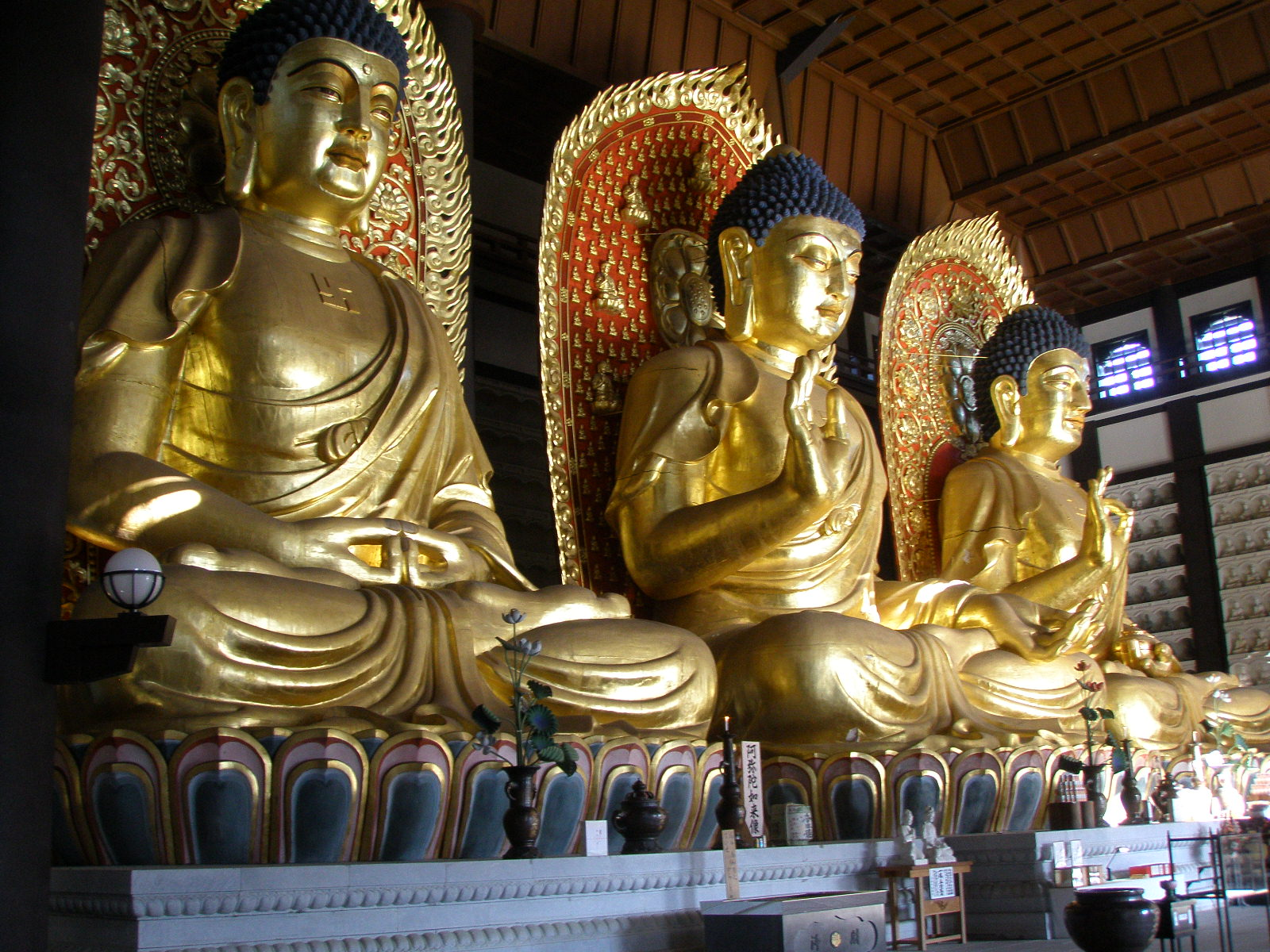
金箔に覆われた世界最大の木造座像「但馬大仏」

金箔のうち、最も利用される四号色という規格では、金94.43%、銀4.9%、銅0.66%を、厚さ約0.0001ミリメートルに延ばしたものである。したがって、1立方センチメートルの金から、約10平方メートルの金箔をつくることができる。こうした大きな展性により、わずかの純金を用いて広い面積にわたって上質な輝きと光沢が得られることから、表面装飾に用いられることが多い。箪笥・屏風などの家具類、襖などの建具類、漆器などの工芸品、仏像、仏壇などの美術品、金閣寺、中尊寺金色堂に代表される建築物の外装・内装など幅広く利用されている。また工芸技術として、金箔を漆器などに用いるための沈金・蒔絵、仏像を荘厳するための截金などが発達した。
歯学分野においては、金箔を歯の中に直接詰める直接金修復法といった治療法も存在する。
また食用にもされる。様々な料理にふりかけ状にまぶすほか、日本での主産地である石川県金沢市では、面状に広げた金箔をのせたソフトクリーム、羊羹、カステラ、葛切り、寿司などがある。見た目の豪華さを演出するためで、味や食感はほとんどない。後述の#安全性も参照。
金箔製造の副産物として有名なのが、あぶらとり紙である。金地金を叩き広げる際、地金を挟むために用いられる箔打ち紙が、皮脂もよく吸収することから転用されるようになった。金箔製造に10年以上用いられた箔打紙は、「ふるや紙」とも呼ばれ、高級品としても扱われる。

## 製造工程
金箔の製造工程は澄屋（ずみや）が行う「延金（のべきん）」「上澄（うわずみ）」と、箔屋（はくや）が行う「箔打ち」に分業して行われる。

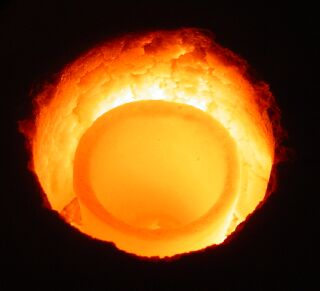
るつぼで溶解され合金になる

### 澄屋
- 延金
  - 金合わせ - るつぼの中で金と微量の銀、銅を1300度に熱して合金を作る。
  - 延金 - 金合金を圧延機で100分の3ミリメートルまで延ばし、6センチメートル角に切る。
- 上澄
  - 澄打ち - 澄打ち用の紙を使い、延金を4段階に分けて打ち延ばす。
  - 仕立て - 1000分の3ミリメートルにまで打ち延ばした上澄を約20センチメートル角に裁断し箔屋へ送る。

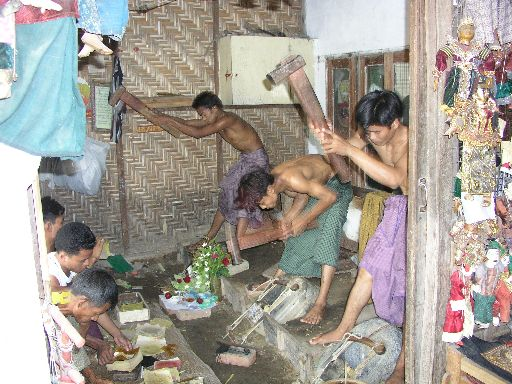
ミャンマー（マンダレー）での箔打ちの様子

### 箔屋
- 箔打ち
  - 引き入れ - 上澄を12枚ほどの小片に切り、箔打ち用の紙に挟む。
  - 打ち前 - 小片を挟んだ箔打ち用の紙を束ねて固定し、機械で打つ。箔打紙に移し替えて10000分の2～3ミリメートルまで箔を叩き延ばす。
  - 抜き仕事 - 打ちあがった箔を品質ごとに選別して、別々の広物帳に移す。
  - 箔移し - 竹製の枠で所定の大きさに切り揃え、三椏和紙に挟む。

これらの工程を経て、一般的には100枚を1単位とし販売される。

## 種類

### 縁付金箔
和紙製の箔打紙を使用して製造された金箔。光沢は柔らかく、叩き延ばされた時にできる格子状の跡が特徴。製造に手間と時間が掛かるため、高価である。

### 断切金箔
グラシン紙によって製造された金箔。強い光沢があり、表面に凹凸がない。製造工程が機械化され効率良く生産できるため、安価である。

### 合金比率

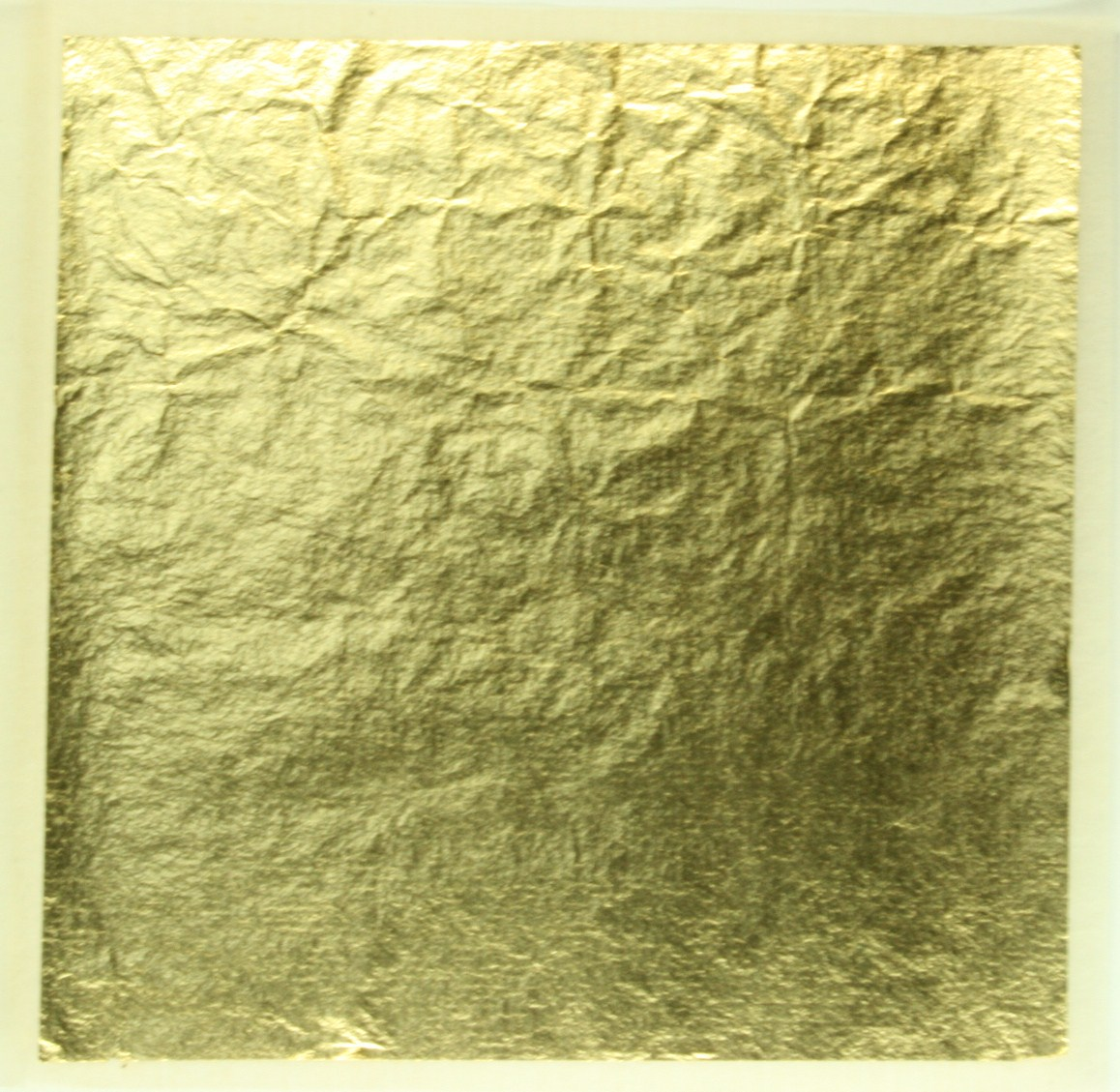
縁付金箔（五毛色）

金箔は一般的に銀と銅が一定の割合で混合され合金化されており、歩合によって名前が決まっている。以下その名前と金・銀・銅の歩合を示す。
| 種類   | 金（単位:%） | 銀（単位:%） | 銅（単位:%） |
| 五毛色 | 98.91        | 0.49         | 0.59         |
| 一号色 | 97.66        | 1.35         | 0.97         |
| 二号色 | 96.72        | 2.60         | 0.67         |
| 三号色 | 95.79        | 3.53         | 0.67         |
| 四号色 | 94.43        | 4.90         | 0.66         |
| 仲色   | 90.90        | 9.09         | 0            |
| 三歩色 | 75.53        | 24.46        | 0            |
| 水色   | 59.74        | 40.25        | 0            |
| 定色   | 58.68        | 41.31        | 0            |
| ------ | ------------ | ------------ | ------------ |

## 美術
美術の分野では金箔だけでなく切箔、金砂子、金泥など金箔に加工を施したものも利用される。
- 金箔 - 美術の分野では屏風絵などに利用される[6]。金箔が重なっている部分は箔足（はくあし）という[6]。
- 切箔（きりはく） - 金箔を細かく刻んだもので屏風絵では金箔とともに雲などの表現に用いられる[6]。
- 金砂子（きんすなご） - 金箔を粉末状にしたもので屏風絵では霞などの表現に用いられる[6]。江戸時代後期には銀の含有率が多い青金と銅の含有率の多い赤金の2種類によって使い分ける表現も行われた[6]。
- 金泥（きんでい） - 金箔を粉末にして膠（にかわ）で溶いたもの[6]。

## 産地

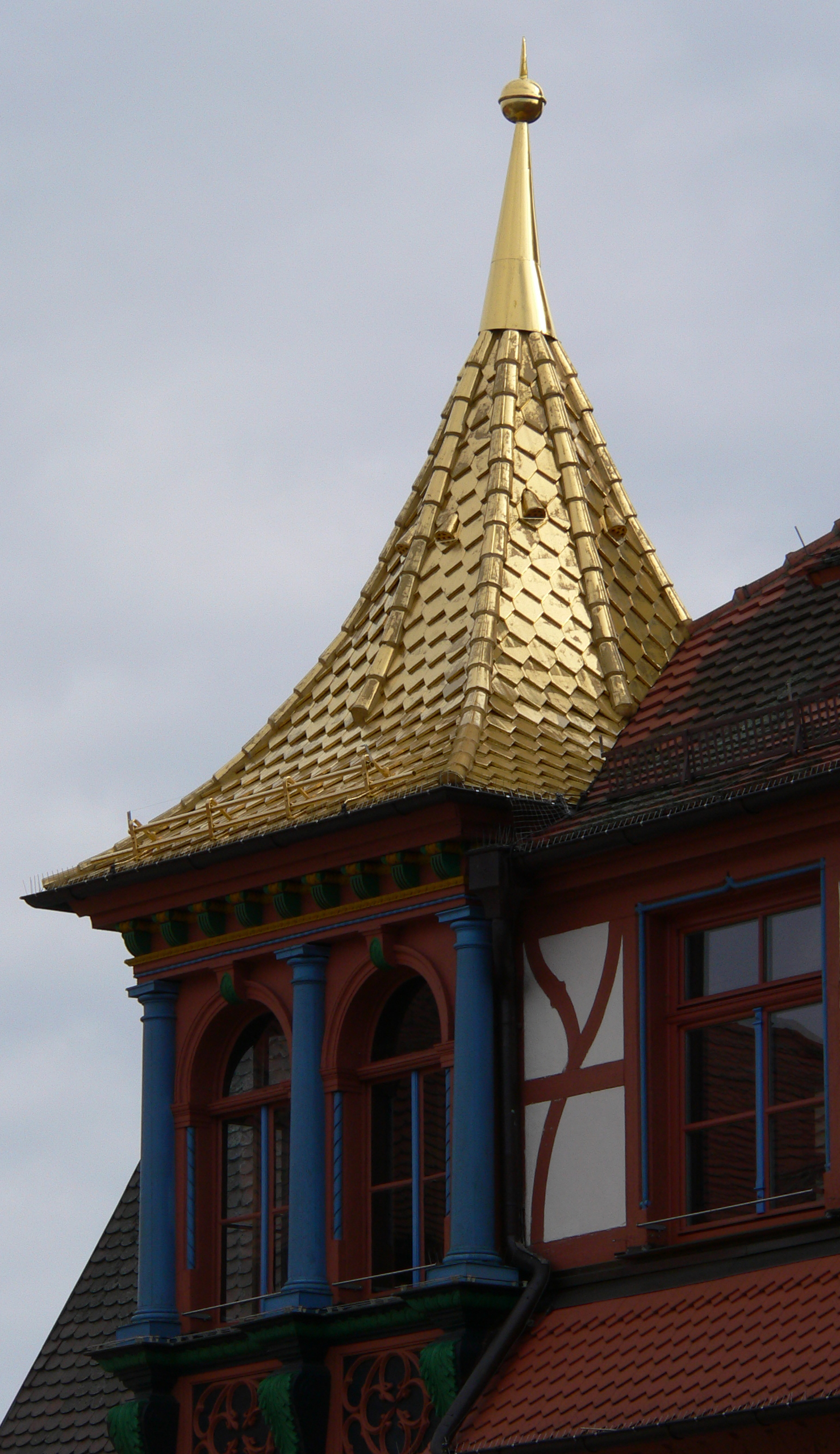
シュヴァーバッハにある金箔が貼られた建物

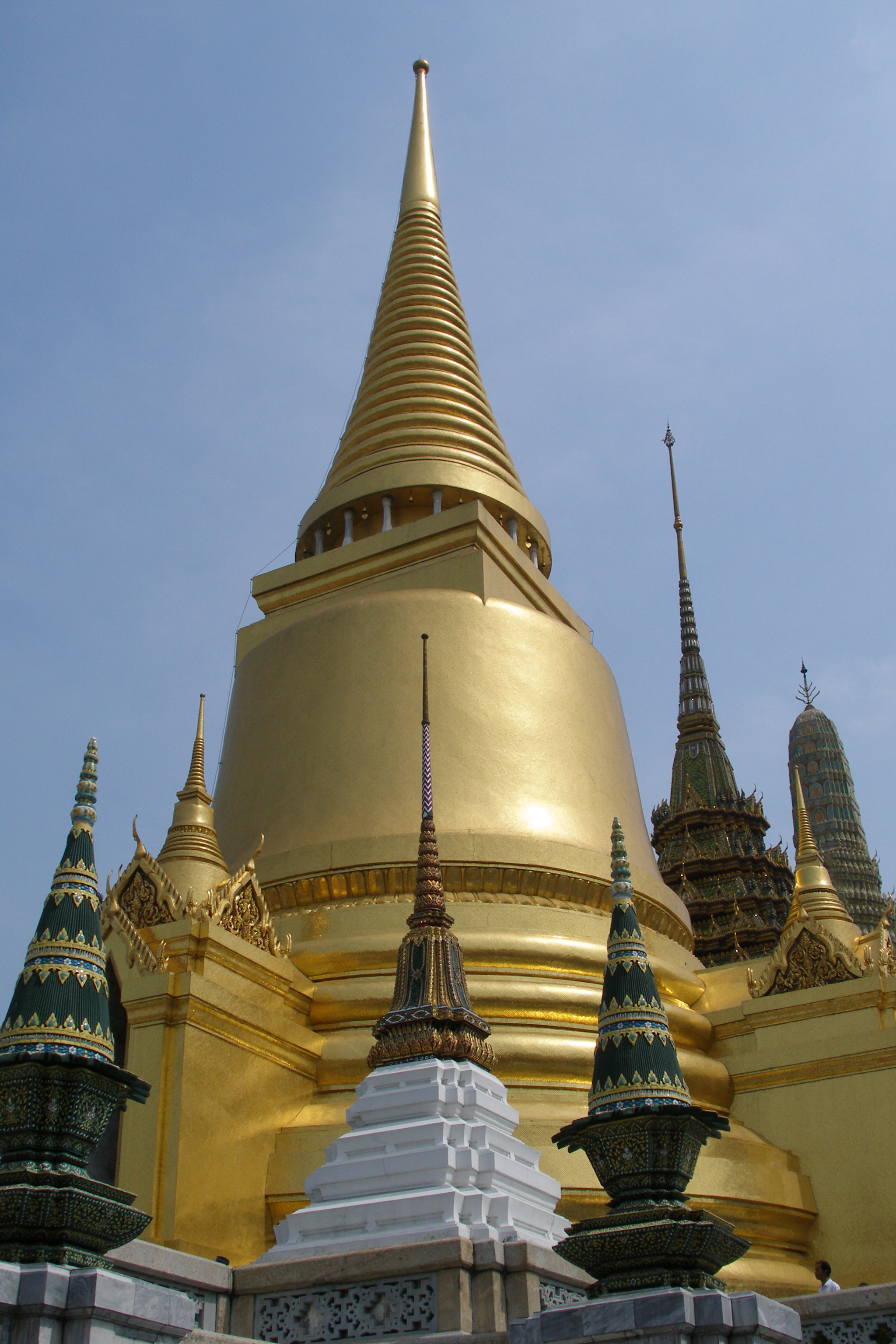
金箔をふんだんに使ったバンコクの寺院ワット・プラケオ

### 日本

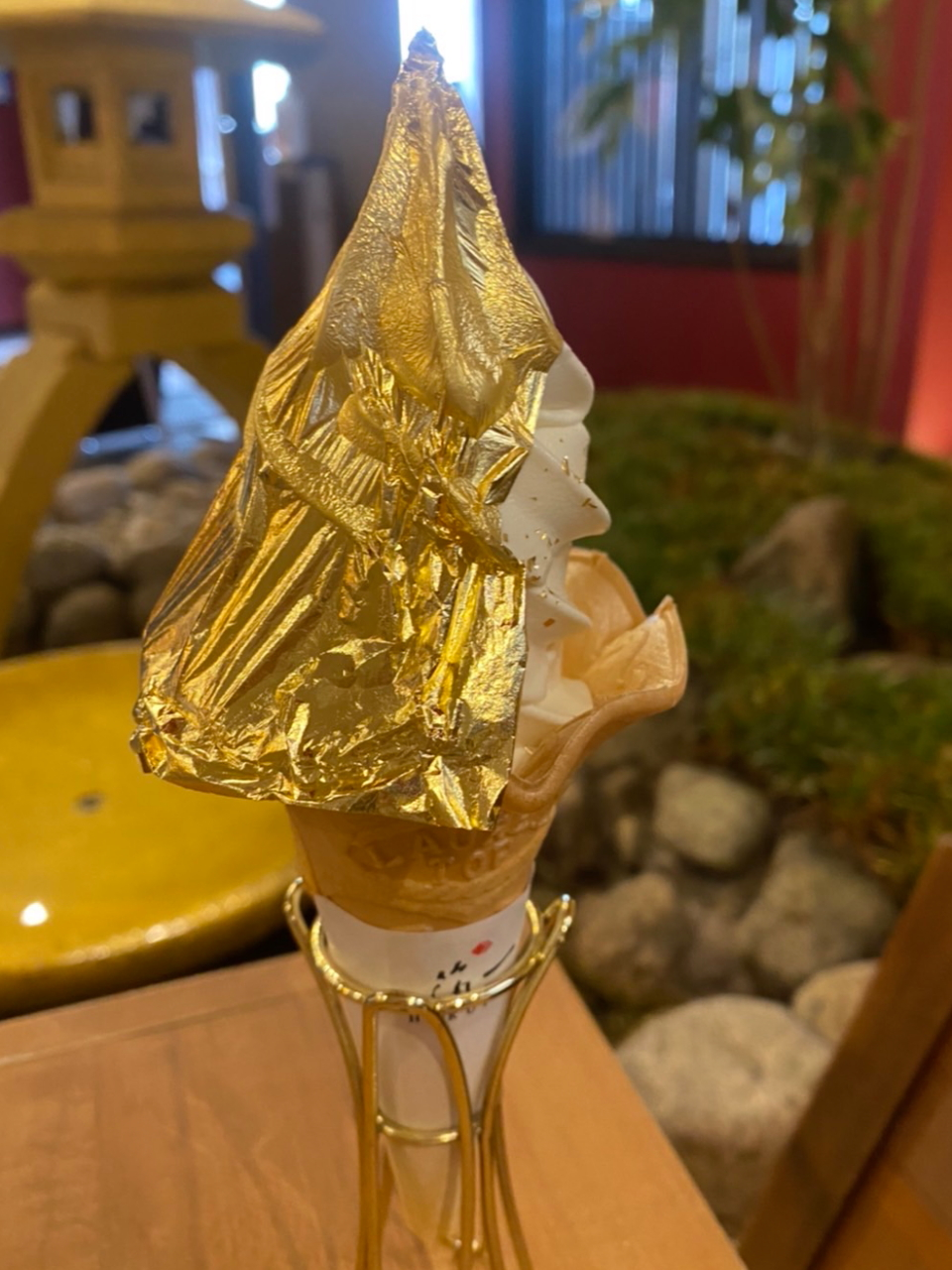
金箔ソフトクリーム

日本の金箔生産では、石川県金沢市が総生産量のうち99%を占める独占的な産地で金沢箔と呼ばれる。江戸時代初頭には箔打ちは幕府に独占されていたが、当時の加賀藩が密造を続けた末にその免許の獲得に成功したこと、高湿な気候が箔打ち作業に適していること、金沢市、輪島市、七尾市といった金箔を大量に消費する漆器や仏壇の産地が近くにあったこと等が、主な理由である。

### 欧州
ドイツではバイエルン州ミッテルフランケンのシュヴァーバッハが主要な産地であり、500年の歴史がある。またフランス、イタリアでも製造されている。

### アジア
中国では東晋時代（317 - 420）から江蘇省の南京において製造されており、約1700年の歴史がある。またタイ、ミャンマー、インドでも製造されている。

## 安全性
金は（王水の例外を除いては）強酸などとも反応しないため、食用された金は、胃酸などの消化液とは全く反応せず、体内を素通りしてそのまま排泄されてしまう。これが、（イオン化されていない）純金の食用が、人体に何の効用も毒性ももたらさないことの根拠である。また、金箔に微量に含まれる銀も、胃酸では溶解しない。

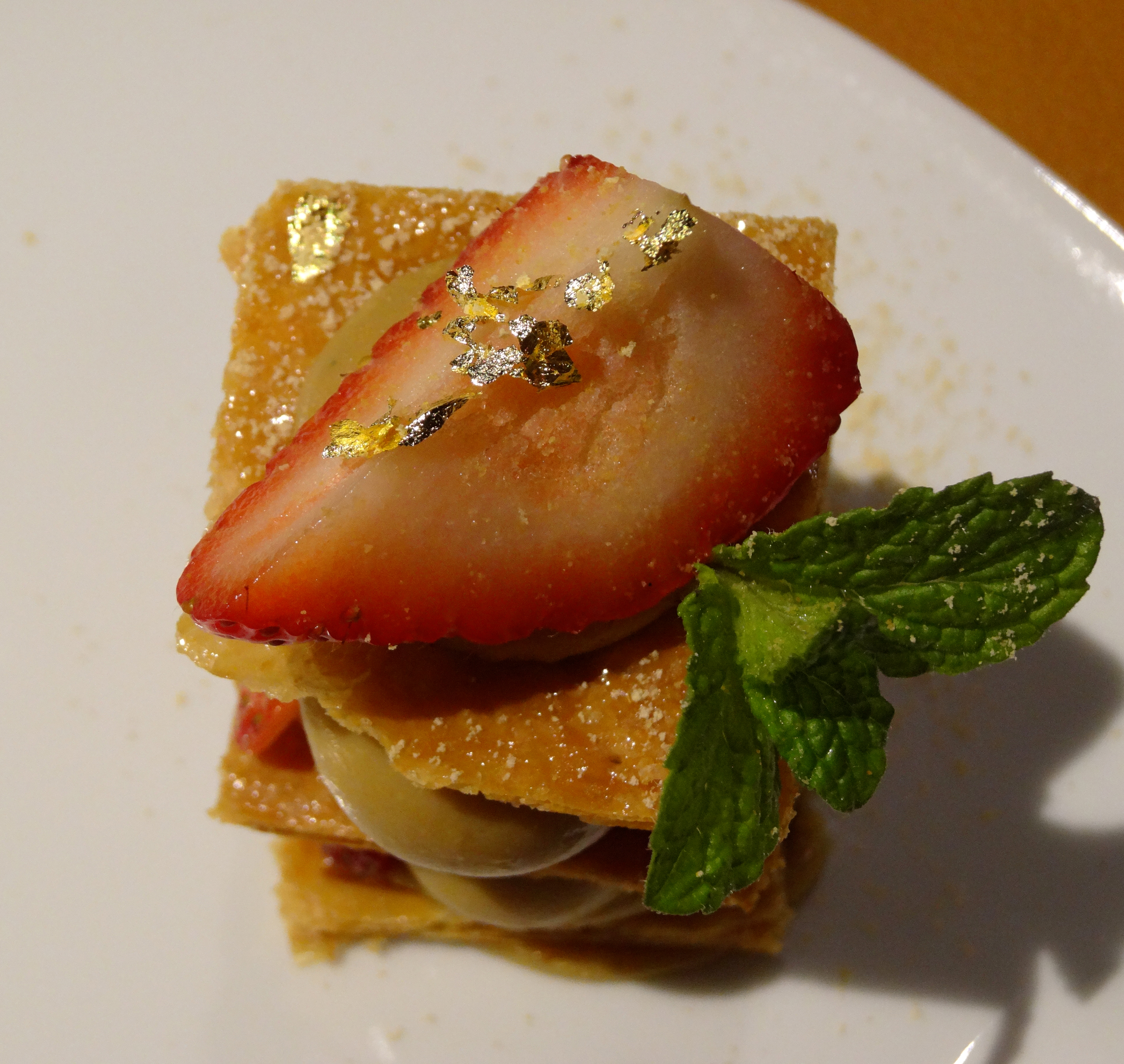
料理への使用例

金・銀ともに食品添加物として認可されている。合金比率が四号色以上の金箔は食用として認められており、四号色以上の金箔であれば、食用の記載がなくても食べることができる。製造用剤・着色料の目的で使われている。
金・銀ともに、歯科用材料（いわゆる金歯・銀歯）として長らく使用されており、その安全性は実証されている（歯科で使われるのは充填材としてだと思われる。詳細は直接金修復法を参照）。ただし、銅は溶出の危険があり有毒なため、食品を飾る金箔として用いるには地金に銅を含まない金箔を用いる。もちろん金箔の素材に限らず、製造過程においても汚染を防ぐ必要がある。